# Académie des sciences, arts et belles-lettres de Dijon
Pour les articles homonymes, voir Académie de Dijon.
L'Académie des sciences, arts et belles-lettres de Dijon est une société savante fondée à Dijon en 1725.

## Historique

### Fondation
L'Académie de Dijon a été fondée par Hector-Bernard Pouffier, doyen du Parlement de Bourgogne, en 1725.
Elle reçut grâce à l’appui des princes de Condé, Louis-Henri puis Louis-Joseph de Bourbon, gouverneurs de Bourgogne, ses lettres patentes enregistrées au Parlement de Dijon le 30 juin 1740.  
Les Académiciens, tous savants et tous natifs du duché de Bourgogne, devaient être 24 dont, 6 honoraires, 12 pensionnaires (4 pour la physique, 4 pour la morale et 4 pour la médecine), qui n’étaient pas tous pensionnés mais auxquels la récompense des prix était réservée, enfin 6 associés ou « aspirants » (2 dans chaque discipline).

### L'Académie de Dijon couronne Jean-Jacques Rousseau

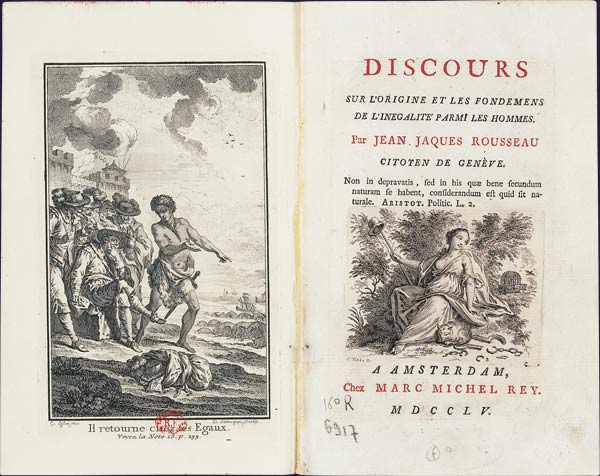
Page de garde du « Discours sur l'origine et les fondements de l'inégalité parmi les hommes » de Jean-Jacques Rousseau, fruit d'un concours de l'Académie de Dijon

Le fondateur de l'académie avait souhaité organiser un concours entre les pensionnaires; mais, ceux-ci refusèrent et il fut décidé que l’Académie décernerait « tous les ans, à perpétuité, un prix au public » qui serait une médaille d’or en valeur de 300 livres » et « pour la première année sur la physique, pour la seconde sur la morale, et pour la troisième sur la médecine… » De 1741 à 1793, 28 lauréats furent couronnés pour 53 concours. 
- En 1742, on demanda de « déterminer la différence des vitesses d’un liquide qui passe par des tuyaux inflexibles et de celui qui passe par des tuyaux élastiques ». Le lauréat fut un substitut du procureur de la Chambre des comptes de Montpellier, Dasté.
- En 1743, un avocat dijonnais, J.-B. Fromageot fut couronné pour son essai démontrant « si la loi naturelle peut porter la société à sa perfection sans le secours des lois politiques ».
- En 1744, un autre Montpelliérain, le docteur Fournier, fut couronné pour avoir su le mieux « déterminer la cause de la fièvre ».
- En juillet 1750, l'Académie de Dijon couronna le Discours sur les sciences et les arts de Jean-Jacques Rousseau.
- En 1754, Jean-Jacques Rousseau concourut à nouveau, sur le sujet: « quelle est la source de l’inégalité parmi les hommes, et si elle est autorisée par la loi naturelle » ; mais, ce fut un chanoine bisontin, Talbert, qui fut couronné. Néanmoins, le Discours sur l'origine et les fondements de l'inégalité parmi les hommes était le fruit d'un concours organisé par l'Académie de Dijon.

### Affirmation de l'académie et tourments révolutionnaires
Avec son prix, l'Académie développe sa notoriété et obtient d'importants soutiens : la protection du prince de Condé en 1763, de nombreux présents de Bénigne Legouz de Gerland entre 1764 et 1770, et une importante donation permettant de doter son prix. En 1773, l'Académie fait l'acquisition de l'hôtel Despringle, lui permettant de quitter l'hôtel Pouffier trop exigu. En 1775, elle devint Académie des sciences, arts et belles-lettres de Dijon.
Comme toutes les autres sociétés savantes, l'académie disparait le 8 août 1793. S'ensuit une période trouble, où elle réapparait en 1798 sous le nom de Société libre des sciences, arts, et agriculture de Dijon, avant d'à nouveau se dissoudre et renaître sous son nom de l'Ancien Régime. Ses biens, qui lui sont d'abord rendus, sont transférés à l'université impériale en 1808. Elle est finalement expulsée de son hôtel en 1841, et se trouve depuis logée par la ville de Dijon (aujourd'hui au 5 rue de l'école de droit, dans l'ancien collège des Godrans).

### L'Académie de Dijon depuis leXIXesiècle
De 1855 à 1869 elle fut dénommée Académie impériale des sciences, arts et belles-lettres de Dijon, avant de revenir en 1870, à la dénomination d'Académie des sciences, arts et belles-lettres de Dijon.
La première femme élue à l'académie l'est en 1966.
Interrompue après les guerres mondiales, la tradition des prix a été rétablie par le président Lucien Hérard en 1971.

## Publications
- Mémoires

Les séries éditées entre 1769 et 1939 sont majoritairement disponibles sur Gallica, la bibliothèque numérique de la Bibliothèque nationale de France :
1. les Mémoires de l'Académie de Dijon, tomes 1 et 2, publiés en 1769 et 1772
2. les Nouveaux mémoires, publiés entre 1782 et 1785
3. les Mémoires, publiés entre 1830 et 1939

Autres publications aux frais de l'Académie disponibles sur Gallica :
1. C.X. Girault, Archéologie de la Côte-d'Or, rédigée par ordre de localités, cantons et arrondissemens (1823)
2. J. Garnier, Chartes de communes et d'affranchissements en Bourgogne, tome 1 (1867)
3. J. Garnier, Chartes de communes et d'affranchissements en Bourgogne, tome 2 (1877)

## Membres renommés
- Jean-Philippe Rameau (1683-1764), compositeur.
- Alexis Piron (1689-1773), poète et dramaturge.
- Charles de Brosses (1709-1777), historien et linguiste.
- Jean Pierre Chardenon (1714-1769), médecin et chimiste.
- Charles Bonnet (1720-1793), naturaliste.
- André Antoine Pierre Le Gentil (vers 1725-1800), agronomiste.
- Hugues Maret (1726-1786), médecin et érudit.
- Louis-Bernard Guyton de Morveau (1737-1816), chimiste, jurisconsulte et homme politique.
- Nicolas François de Neufchâteau (1750-1828), ministre de l'intérieur, directeur sous le Directoire puis sénateur
- Jean-Marie-Félicité Frantin (1778-1863), historien.
- Pierre-Paul Darbois (1785-1861), sculpteur[2].
- Marcellin Jobard (1792-1861), lithographe, photographe, inventeur, journaliste.
- Achille Chaper (1795-1874), ingénieur et homme politique.
- Henri Chevreul (1819-1889), bibliophile, président de l'Académie, fils du chimiste Eugène Chevreul.
- Paul Antoine Sagot (1821-1888), médecin, explorateur, botaniste, agronome.
- Mathurin Moreau (1822-1912), sculpteur.
- Louis Morel-Retz (1825 - 1899), caricaturiste et illustrateur sous le pseudonyme "Stop".
- Stéphen Liégeard (1830-1925), avocat, homme politique, poète.
- Paul Cunisset-Carnot (1849-1919), homme de justice et politique, militaire, écrivain.
- Maurice Deslandres (1862-1941), juriste.
- Édouard Estaunié (1862-1942), ingénieur et romancier ; membre non résident[3].
- Gaston Roupnel (1871-1946), historien.
- Alexis Presse (1883-1965), prélat de l'abbaye Notre-Dame de Tamié puis de l'abbaye de Boquen.
- Pierre Quarré (1909-1980), conservateur.
- Albert Colombet (1910-1986), magistrat, docteur en droit[4] et licencié en philosophie, érudit qui fut élu à l'Académie à l'âge de 27 ans et assuma les fonctions de bibliothécaire tout en gérant les collections de la Commission des antiquités qui l'avait élu membre associé le 23 mars 1938. Élu membre titulaire le 17 janvier 1942[5].
- Lucien Olivier (1919-1994), médecin et archéologue.
- Robert Poujade (1928-2020), homme politique (membre d'honneur).

## Galerie

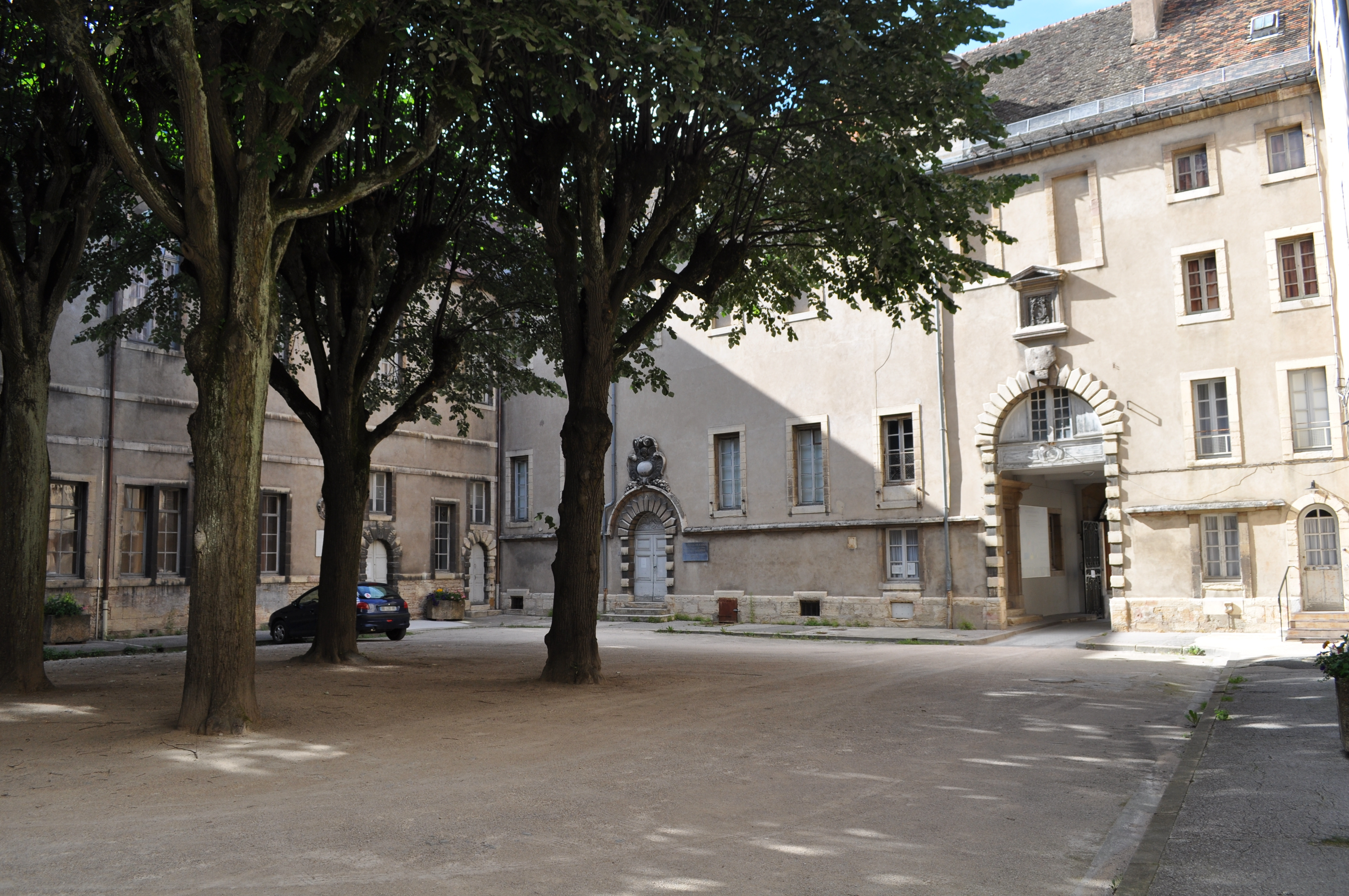
cour intérieure
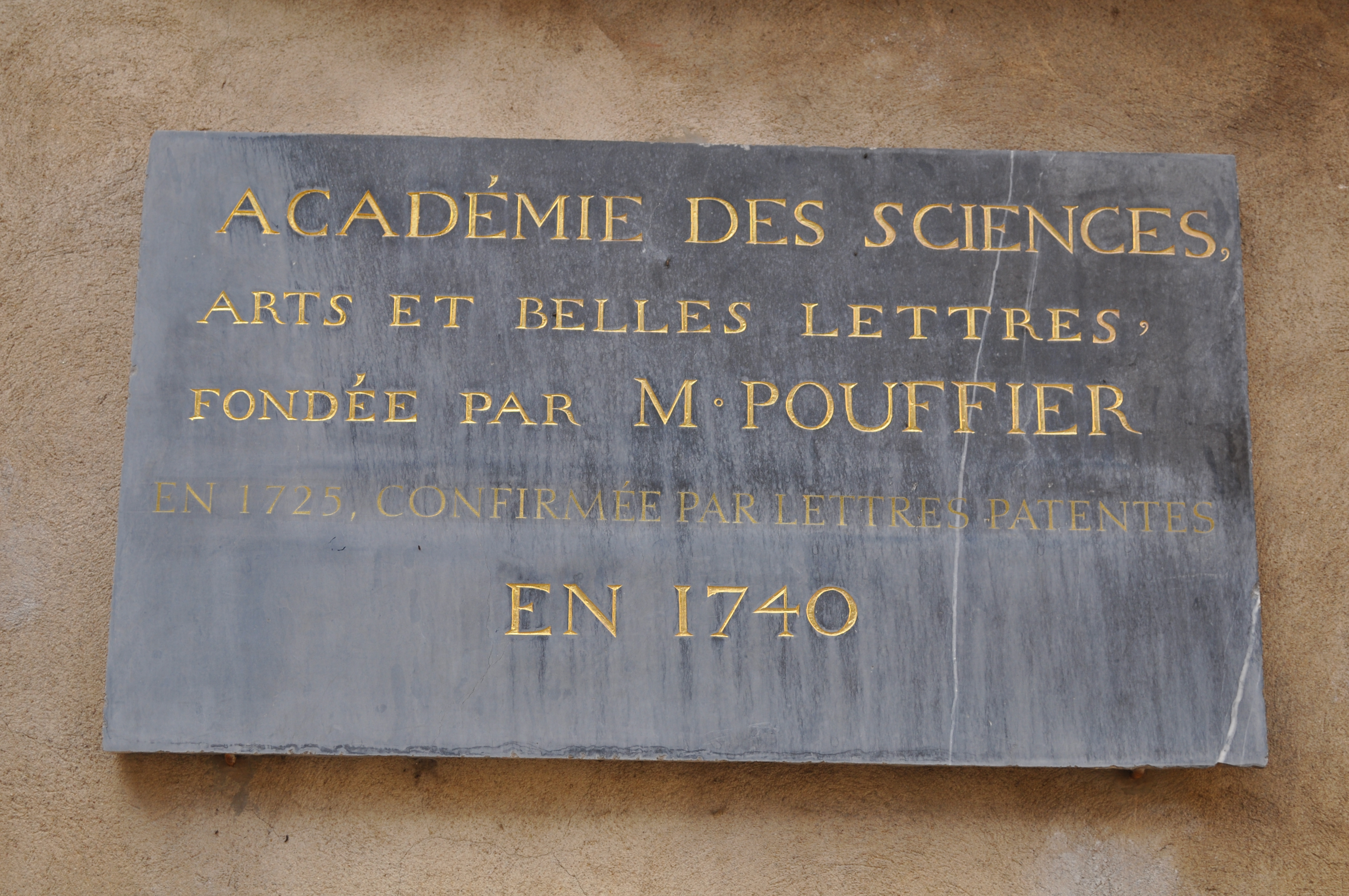
plaque